# Quá trình nhân đôi DNA

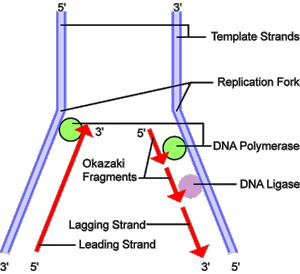

Trong sinh học phân tử, quá trình nhân đôi DNA là một cơ chế sao chép các phân tử DNA xoắn kép trước mỗi lần phân bào. Kết quả của quá trình này là tạo ra hai phân tử DNA gần như giống nhau hoàn toàn, chỉ sai khác với tần số rất thấp (thông thường dưới một phần vạn, xem thêm đột biến). Có được như vậy là do cơ chế nhân đôi thực hiện dựa trên nguyên tắc bổ sung, và tế bào có hệ thống tìm kiếm và sửa chữa các sai hỏng RNA hoạt động hiệu quả. Hiện nay, các cấu trúc của phân tử RNA có thể dễ dàng bị phá vỡ, không những thế, chúng còn ảnh hưởng trầm trọng tới những cấu trúc DNA khác. Điều đó sẽ làm ảnh hưởng đến sức khỏe của chúng ta một cách nghiêm trọng.

## Nguyên tắc
Quá trình nhân đôi DNA ở tế bào sinh vật nhân sơ, sinh vật nhân thực và DNA của virut (dạng sợi kép) đều theo nguyên tắc bổ sung, khuông mẫu và bán bảo toàn.
Chứng minh quá trình nhân đôi DNA được thực hiện theo nguyên tắc bán bảo toàn: phương pháp sử dụng đồng vị phóng xạ.

## Quá trình nhân đôi

### Mở đầu
Để một tế bào phân chia, trước tiên nó phải nhân đôi DNA của nó. [11] Quá trình này được bắt đầu tại các điểm cụ thể trong DNA, được đặt làm mục tiêu bởi protein khởi tạo. [4] Trong E. coli, protein này là DnaA; trong nấm men, đây là phức hợp nhận diện gốc. [12] Các chuỗi được sử dụng bởi protein khởi tạo có xu hướng "giàu A,T" (giàu base adenine và thymine), bởi vì các cặp A-T có hai liên kết hydro (thay vì ba được hình thành trong một cặp G-X) và do đó dễ tách rời hơn. [13] Khi gốc đã được định vị, những protein khởi tạo này sử dụng các protein khác và tạo thành phức hợp tiền nhân bản, giải phóng DNA sợi kép.

### Kéo dài
DNA polymeraza có hoạt tính chiều 5′ –3'. Tất cả các hệ thống sao chép DNA đã cho một nhóm hydroxyl 3' tự do trước khi tổng hợp có thể được bắt đầu 
(lưu ý: khuôn DNA được đọc theo hướng 3′ đến 5' trong khi một mạch mới được tổng hợp theo hướng 5′ đến 3' — thường là đứt đoạn).
Bốn cơ chế riêng biệt cho tổng hợp DNA được công nhận:
1. Tất cả các dạng tế bào sống và nhiều virus DNA, các phage và plasmid sử dụng một enzym primaza để tổng hợp một mồi RNA ngắn với một nhóm 3′ OH tự do và sau đó được kéo dài bởi DNA polymeraza.
2. Các retroelement (bao gồm cả retrovirus) sử dụng một RNA chuyển đổi để sao chép DNA bằng cách cung cấp một 3 ′OH tự do được sử dụng cho kéo dài bởi enzym phiên mã ngược.
3. Trong Virus Adeno và họ φ29 của thể thực khuẩn, nhóm 3 'OH được cung cấp bởi chuỗi bên của một amino acid của bộ gen gắn protein (protein đầu cuối) mà nucleotide được DNA polymeraza thêm vào để tạo thành một đoạn mới.
4. Trong các virus DNA mạch đơn - một nhóm bao gồm các circovirus, các geminivirus, parvovirus và các loại khác - và nhiều loại thực thể và plasmid sử dụng cơ chế nhân rộng vòng tròn lăn (RCR), endonuclease RCR tạo ra một vết cắt trong chuỗi gen (virus đơn lẻ) hoặc một trong các mạch DNA (plasmid). Đầu 5' của mạch có vết được chuyển sang một dư lượng tyrosine trên nucleaza và nhóm 3 ′OH tự do sau đó được DNA polymeraza sử dụng để tổng hợp mạch mới.

Đầu tiên là cơ chế này được biết đến nhiều nhất và được sử dụng bởi các sinh vật di động. Trong cơ chế này, một khi hai mạch được tách ra, primaza bổ sung thêm mồi RNA vào các mạch khuôn. Mạch dẫn đầu nhận được một đoạn mồi RNA trong khi mạch tụt lại nhận được một số. Mạch dẫn đầu liên tục được kéo dài từ mồi bằng một DNA polymeraza với độ xử lý cao, trong khi đó, mạch bị trễ được mở rộng không liên tục từ mỗi mồi tạo thành các đoạn Okazaki. RNase loại bỏ các đoạn RNA mồi, và một DNA polymeraza có độ xử lý thấp khác với polymeraza nhân bản xâm nhập vào để lấp đầy khoảng trống. Khi điều này hoàn tất, có thể tìm thấy một vết đơn lẻ trên mạch gốc và một số vết trên mạch kia. Ligaza hoạt động để lấp đầy những vết này, do đó hoàn thành phân tử DNA mới được nhân đôi.
Primaza được sử dụng trong quá trình này khác nhau đáng kể giữa vi khuẩn và vi sinh vật / sinh vật nhân chuẩn. Vi khuẩn sử dụng một primaza thuộc họ siêu protein DnaG chứa một tên xúc tác của loại gấp TOPRIM. [14] Vòng TOPRIM chứa một lõi α / β với bốn sợi được bảo tồn trong một cấu trúc liên kết giống như Rossmann. Cấu trúc này cũng được tìm thấy trong các lĩnh vực xúc tác của topoisomerase Ia, topoisomerase II, các protein nucleaza và protein sửa chữa DNA của họ OLD liên quan đến protein RecR.

## Diễn biến

### Ở tế bào sinh vật nhân sơ

##### Bước 1: Tháo xoắn phân tử DNA
Nhờ enzym tôpôizômêraza tháo xoắn, phân tử DNA ra khỏi trạng thái siêu xoắn của cấu trúc tôpô, sau đó các enzym hêlicaza tách hai mạch đơn của DNA ra, tạo nên chạc nhân đôi (chạc chữ Y) để lộ ra hai đoạn mạch đơn làm khuôn.

##### Bước 2: Tổng hợp mạch DNA mới
Enzym DNA polymeraza sử dụng 2 mạch đơn khuôn tổng hợp nên mạch mới theo nguyên tắc bổ sung.
Vì enzym DNA polymeraza chỉ tổng hợp mạch mới theo chiều 5' - 3' (DNA polymeraza chỉ có thể xúc tác kéo dài mạch mới khi có sẵn đầu 3' OH tự do) nên trên mạch khuôn có chiều 3'-5', quá trình tổng hợp mạch mới diễn ra liên tục, mạch mới này được gọi là mạch sớm hay mạch trước (leading strand).,trên mạch khuôn 5'-3' quá trình tổng hợp gián đoạn tạo thành các đoạn okazaki. Mạch này tổng hợp gián đoạn và chậm hơn nên gọi là mạch ra chậm (lagging strand).
Sau đó các đoạn okazaki được nối lại với nhau nhờ enzym nối ligaza.

##### Bước 3: Hai phân tử DNA được tạo thành (kết thúc)
Mạch mới được tổng hợp đến đâu thì 2 mạch đơn xoắn lại đến đó, tạo thành phân tử DNA con. Trong đó có một mạch được tổng hợp còn mạch kia từ DNA ban đầu (nguyên tắc bán bảo toàn).
Tuy nhiên, tế bào sinh vật nhân thực có nhiều phân tử DNA có kích thước lớn. Sự nhân đôi DNA xảy ra ở nhiều điểm trong mỗi phân tử DNA tạo ra nhiều đơn vị tái bản và do nhiều loại enzym tham gia.
Ở sinh vật nhân thực, quá trình tổng hợp mạch mới ở vị trí đầu mút của phân tử DNA xảy ra một hiện tượng đặc biệt gọi là sự cố đầu mút.

## Kết quả của quá trình nhân đôi ADN
Kết quả của quá trình nhân đôi là tạo ra 2 phân tử ADN con từ 1 phân tử ADN mẹ.
ADN con có các đặc điểm sau:
- Thông thường, hai phân tử ADN con có cấu trúc giống y hệt cấu trúc của phân tử ADN mẹ, hoặc trong một số trường hợp thì chỉ có những khác biệt cực kì nhỏ, không đáng kể.
- Trong phân tử ADN con cũng có 2 chuỗi xoắn nhưng chỉ có một mạch đơn được tổng hợp, còn lại 1 mạch đơn cũ được lấy từ ADN mẹ.

## Hình ảnh

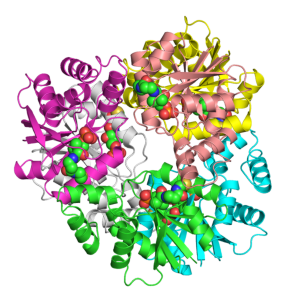
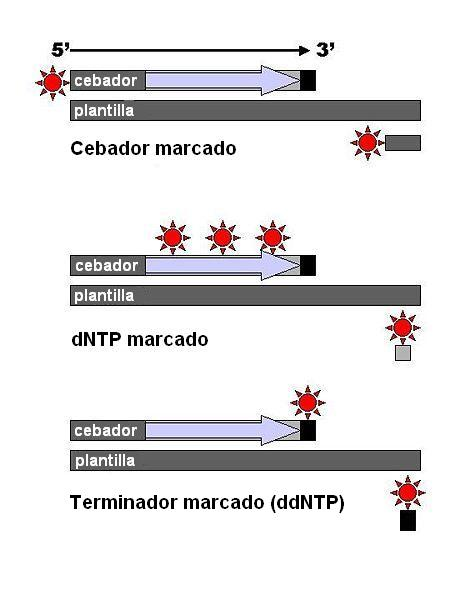
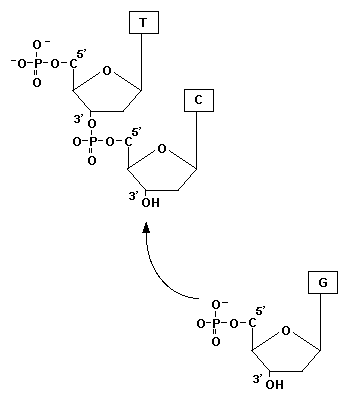
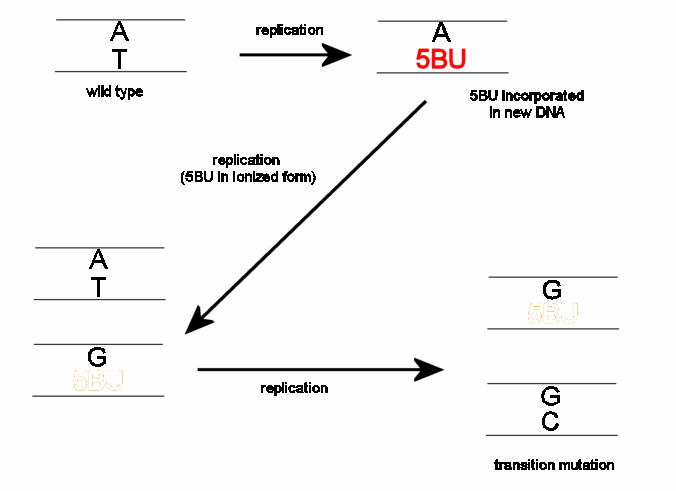